# Henri Desperbasque

a Compétitions nationales et continentales officielles uniquement.

Henri Desperbasque, né à Pau et mort en 1969 dans la même ville, est un joueur de rugby à XV, évoluant au poste de troisième ligne à la Section Paloise. Il a été l'un des joueurs les plus emblématiques de la Section à la fin des années 1930 et était réputé pour être un athlète émérite, courant le 100m en 11 secondes.

## Biographie

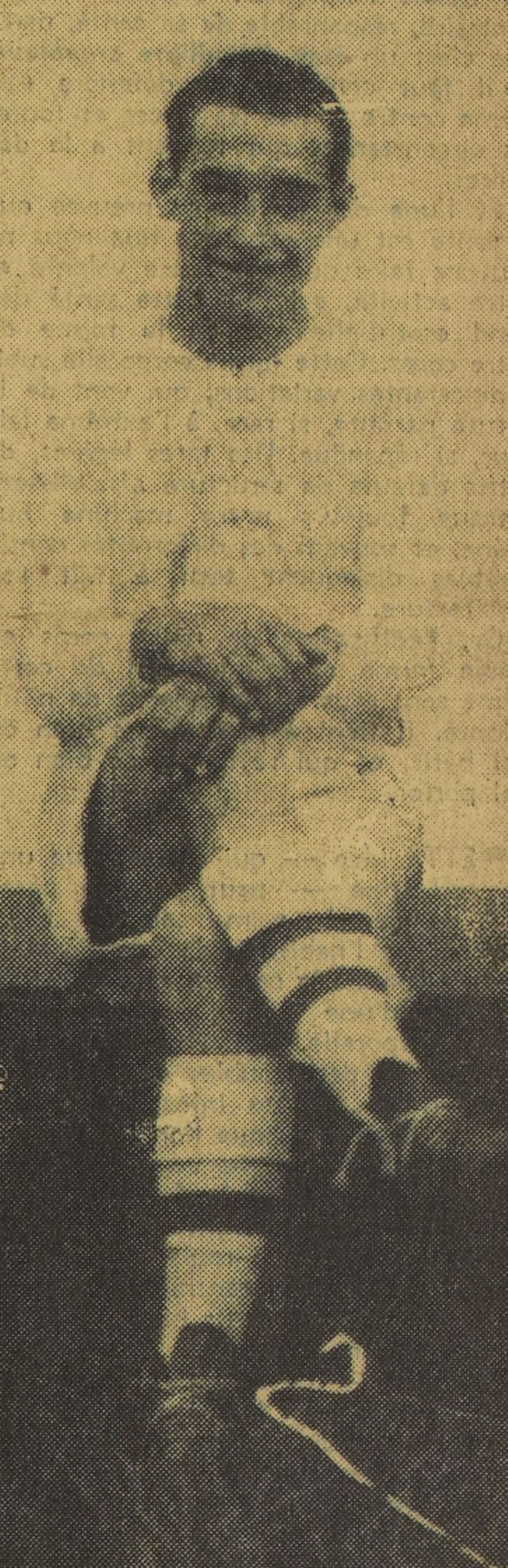
Henri Desperbasque en 1937 dans l'Auto

Originaire de Pau, Henri Desperbasque débute le sport à la Section paloise omnisports par la pratique de l'athlétisme en 1929.
Henri Desperbasque débute en rugby à XV à la Section paloise durant cette même année 1929.
Au début de sa carrière au club, Desperbasque évolue à l'aile.
Dès le milieu des années 30, Desperbasque est solidement installé dans l'équipe type béarnaise.
Desperbasque emporte le challenge Yves du Manoir en 1939 avec son club de toujours: la Section paloise. La Section s'impose en finale face au RC Toulon sur le score de 5 à 0 après prolongations, grâce à un magnifique essai de Desperbasque, transformé par André Courtade.
Il est aux portes de l'équipe de France de rugby à XV lorsque survient la Seconde Guerre mondiale,.
Il est fait prisonnier durant la guerre.
Après le conflit, il est employé au service voirie de la mairie de Pau.

## Palmarès
- Vainqueur challenge Yves du Manoir : 1939 (Section paloise).